# Xã Londonderry, Quận Bedford, Pennsylvania
Xã Londonderry (tiếng Anh: Londonderry Township) là một xã thuộc quận Bedford, tiểu bang Pennsylvania, Hoa Kỳ. Năm 2010, dân số của xã này là 1.856 người.